# 尹誥
尹誥，即咸有一德，《礼记》訛作尹吉，是中國古籍《尚書》中的一篇。該篇後由偽古文尚書咸有一德頂替，直到清華簡尹誥的發現與整理。在清華簡中，尹誥與赤鳩之集湯之屋及尹至在當時是被編連在一起的，尹誥在三篇的時間線上位於最末。
本篇接着尹至的情节，叙述了伊尹和商汤建立了盟誓“惟尹及汤咸有一德”，灭亡了西邑夏。夏既灭亡，伊尹告诫商汤，指出夏朝的灭亡是因为其自绝于民“夏自遏其有民，亦惟厥众。”他认为，没有人民就无法保守城邑，夏的君主与自己的人民结怨，离心离德“非民亡与守邑，厥辟作怨于民，民复之用离心”。汤于是请教伊尹如何让人民不违抗自己，伊尹认为应当将夏朝的金玉与田邑赏赐给他们“后其赉之，其有夏之金玉实邑，舍之吉言”。于是汤将大家召集于亳中邑。